# Grã-Bretanha nos Jogos Olímpicos de Verão de 2016
Grã-Bretanha participou dos Jogos Olímpicos de Verão de 2016, que foram realizados na cidade do Rio de Janeiro, no Brasil, entre os dias 5 e 21 de agosto de 2016.

## Natação
| Atleta        | Prova        | Eliminatórias | Eliminatórias | Semifinal | Semifinal | Final   | Final |
| Atleta        | Prova        | Tempo         | Pos.          | Tempo     | Pos.      | Tempo   | Pos.  |
| ------------- | ------------ | ------------- | ------------- | --------- | --------- | ------- | ----- |
| Hannah Miley  | 400 m medley | 4:33,74       | 4º            | —         | —         | 4:32,52 | 4º    |
| Aimee Willmot | 400 m medley | 4:34,08       | 5º            | —         | —         | 4:35,04 | 7º    |

| Atleta         | Prova        | Eliminatórias | Eliminatórias | Semifinal | Semifinal | Final       | Final           |
| Atleta         | Prova        | Tempo         | Pos.          | Tempo     | Pos.      | Tempo       | Pos.            |
| -------------- | ------------ | ------------- | ------------- | --------- | --------- | ----------- | --------------- |
| Max Litchfield | 400 m medley | 4:11,95       | 5º Q          | —         | —         | 4:11,62     | 4º              |
| James Guy      | 400 m livre  | 3:45,31       | 6º Q          | —         | —         | 3:44,68     | 6º              |
| Stephen Milne  | 400 m livre  | 3:46,00       | 13º           | —         | —         | Não avançou | Não avançou     |
| Adam Peaty     | 100m peito   | 57,55         | 1º Q          | 57,62     | 1º Q      | 57,13       | Medalha de ouro |
| Ross Murdoch   | 100m peito   | 59,47         | 9º Q          | 1:00,05   | 11º       | Não avançou | Não avançou     |